# 岩崎洵奈
岩崎 洵奈（いわさき じゅんな、1984年10月4日 - ）は、愛知県岡崎市出身の、日本のクラシック音楽のピアニスト。

## 略歴
愛知県岡崎市出身。
名古屋市立菊里高等学校音楽科、東京藝術大学器楽科ピアノ専攻卒業、そしてウィーン国立音楽大学大学院ピアノ演奏科を審査員満場一致の最優秀で卒業。

これまでに藤井博子、笠間春子、青柳晋、田部京子、フェルナンド・プチョール、海老彰子、アキレス・デレ=ヴィーネ、アルヌルフ・フォン・アルニム、ヤン・ゴットリープ・イラチェック、マインハルト・プリンツの各氏に師事。　

平成21年度文化庁新進芸術家海外研修生。これまでに、オーストリア（ウィーン、ザルツブルク）、スペイン（マドリード、バルセロナ、バレンシア）、ポーランド（ワルシャワ）、ベルギー（アントワープ）、ドイツ（フランクフルト、ミュンスター）、UAE（ドバイ、アブダビ）、カタール（ドーハ）、レバノン（ベイルート）、エジプト（カイロ）、クウェート（クウェート）、イラン（テヘラン）、チュニジア（チュニス）でのリサイタルに出演。コンサートツアーでは本格的なソロリサイタルに加え、現地の音楽学生へのマスターコース、子供たちへのコンサート等、音楽を通じて国際交流にも携わり、各国で好評を博す。

2013年4月より、ベーゼンドルファージャパンにて、インペリアルピアノレッスン講師。

2015年日本アコースティックレコーズより、デビューCD「J First」を、2018年2ndアルバム「J Second」をリリース。

日本のみならず世界各国で幅広く演奏活動を行っている。

## コンクール歴
- 2003年 - 第14回彩の国埼玉ピアノコンクール 一般部門 金賞受賞、埼玉県知事賞受賞、ヤマハ賞受賞[1]
- 2003年 - 第2回名古屋国際コンクール ファイナリスト、奨励賞受賞
- 2003年 - 第8回中部ショパン学生ピアノコンクール 高校生部門金賞、中日賞受賞
- 2005年 - 第15回八千代音楽コンクール ファイナリスト、奨励賞受賞
- 2008年 - 第4回ウィーン国立音楽大学ヨーゼフ・ディヒラー（wikidata）コンクール 第2位
- 2010年 - ヴァル・ティドーネ国際音楽コンクール(イタリア) 第5位
- 2010年 - シュリッツピアノアカデミー国際コンクール(ドイツ) 第3位、ライプツィヒ・シューマンハウス賞、ヘッセンムジークアカデミー賞受賞、ロータリークラブ奨学金授与
- 2010年 - 第16回ショパン国際ピアノコンクール(ワルシャワ) ディプロマ賞受賞、審査終了後、審査員のマルタ・アルゲリッチ氏より賞賛を受ける[2]
- 2010年 - トレロドネス国際音楽フォーラム(マドリード)、スカラシップ賞受賞

## ディスコグラフィー

### アルバム
- 『J First』（2015年7月21日）NARD-6001[3]

1. ワルツ 第5番 変イ長調 作品42
2. マズルカ風ロンド ヘ長調 作品5
3. アンダンテ・スピアナートと華麗なる大ポロネーズ 作品22
4. 愛の悲しみ
5. ユーモレスク 第7番 変卜長調 作品101
6. ハンガリー狂詩曲 第13番 イ短調
7. ルーマニア民俗舞曲　棒踊り
8. ルーマニア民俗舞曲　飾り帯の踊り
9. ルーマニア民俗舞曲　踏み踊り
10. ルーマニア民俗舞曲　角笛の踊り
11. ルーマニア民俗舞曲　ルーマニア風ポルカ
12. ルーマニア民俗舞曲　速い踊り
13. アイ・ガット・リズム
14. ファッシネイティング・リズム
- 『J SECOND - BALLADES -』（2018年10月1日）NARD-6009[4]

1. バラード第1番ト短調op.23
2. バラード第2番へ長調op.38
3. バラード第3番変イ長調op.47
4. バラード第4番へ短調op.52
5. ピアノソナタ第17番ニ短調op.31-2「テンペスト」
6. ウィーンのワルツの主題による変奏曲「あこがれのワルツ」op.12
7. ウィーンの夜会よりヨハン・シュトラウス「こうもり」の主題による演奏用パラフレーズ

### 第16回ショパン国際ピアノコンクール2010関連
- Junna Iwasaki – Nocturne in C minor, Op. 48 No. 1 - YouTube
- Junna Iwasaki – Ballade in F minor, Op. 52 - YouTube
- Junna Iwasaki – Etude in G flat major, Op. 10 No. 5 - YouTube
- Junna Iwasaki – Andante spianato i Grande Polonaise in E flat major, Op. 22 - YouTube
- Junna Iwasaki – Fantasy in F minor, Op. 49 - YouTube
- Junna Iwasaki – Ballade in A flat major, Op. 47 - YouTube
- Junna Iwasaki – Waltz in A flat major, Op. 42 - YouTube
- Junna Iwasaki – Mazurka in A minor, Op. 59 No. 1 - YouTube
- Junna Iwasaki – Mazurka in F sharp minor, Op. 59 No. 3 - YouTube